# Whole Lotta Shakin’ Goin’ On
«Whole Lotta Shakin’ Goin’ On» (рус. Пока все танцуют) — американская песня, ставшая популярной в исполнении рок-н-ролльного певца Джерри Ли Льюиса в 1957 году. Свои версии песни также записало множество других исполнителей.

## Оригинальная версия Биг Мейбел
Авторство песни не имеет однозначного источника. В качестве авторов, на грампластинках всегда указывались негритянский певец Дейв Уильямс и Сонни Дэвид. Белый пианист Рой Холл, записавший песню в сентябре 1955 года для Decca Records утверждал, что Сонни Дэвид это и был он. Однако в протоколе студии пробной записи версии Холла автором значится лишь Дейв Уильямс. Джерри Ли Льюис аттрибутировал песню Биг Мама Торнтон.
Впервые песня была записана Биг Мэйбелл 21 марта 1955 года под руководством молодого Куинси Джонса. Запись вышла на сингле Okeh Records.

## Версия Джерри Ли Льюиса
Джерри Ли Льюис записал «Whole Lotta Shakin’ Goin’ On» под руководством продюсера Джека Клемента в студии Sun Records в феврале 1957 года. Владелец лейбла Сэм Филлипс настороженно отнёсся к записи, считая её несколько рискованной. Вышедший в марте 1957 сингл с песней занял 1-е места в хит-парадах категорий «ритм-энд-блюз» и «кантри». В 1963 году Льюис перезаписал песню под названием «Whole Lotta Twistin’ Goin’ On», отдавая дань модному в то время твисту (запись не вышла в то время).

## Версии Литла Ричарда
После успеха Льюиса свою версию песни в 1957 году записал Литл Ричард. Она вошла в альбом «The Fabulous Little Richard» (1959). В 1964 году вышел сингл с новой версией Литтла Ричарда, вошедшей в альбом «Little Richard Is Back».

## Другие версии
Песню записывало множество исполнителей, среди которых: Карл Перкинс (1958, 1985), Рик Нельсон, Билл Хейли (1960), Чабби Чекер, Конвей Твитти, Ванда Джексон (1963), Gerry & The Pacemakers, Ли Хезлвуд, Элвис Пресли (1971), Клифф Ричард, Мэй Уэст, Mott the Hoople, Uriah Heep, Джонни Винтер, Ten Years After (в составе попурри «I’m Going Home»), Элтон Джон (2001) и другие.
Группа «Браво» исполнила «Whole Lotta Shakin’ Goin’ On» на концерте в честь своего 30-летия.